# Weltjugendtag 1993

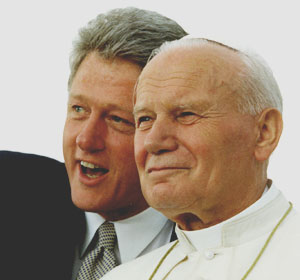

Der Weltjugendtag 1993 fand in Denver in den Vereinigten Staaten vom 10. bis 15. August 1993 statt. Es nahmen 600.000 Menschen teil. Hymnen waren Here I am, Lord und Unto the house of the Lord. Motto war „Ich bin gekommen, damit sie das Leben haben und es in Fülle haben“ (Joh 10,10 ). Nach einem Besuch von Mexiko war auch Papst Johannes Paul II. anwesend.
Die Vigil und die Abschlussmesse fanden im Cherry Creek State Park in der Nähe von Aurora 15 Meilen von Denver entfernt statt.